# Hyperlopha didyana
Hyperlopha didyana är en fjärilsart som beskrevs av Pierre E.L. Viette 1968. Hyperlopha didyana ingår i släktet Hyperlopha och familjen nattflyn. Inga underarter finns listade i Catalogue of Life.